# Logron
Logron ist eine französische Gemeinde mit 587 Einwohnern (Stand: 1. Januar 2022) im Département Eure-et-Loir in der Region Centre-Val de Loire; sie gehört zum Arrondissement Châteaudun und zum Kanton Châteaudun.

## Geographie
Logron liegt etwa neun Kilometer nordnordwestlich vom Stadtzentrum Châteauduns. Umgeben wird Logron von den Nachbargemeinden Gohory im Norden und Nordwesten, Dangeau im Norden und Nordosten, Marboué im Osten und Südosten, Saint-Denis-Lanneray im Süden sowie Commune nouvelle d’Arrou im Westen und Südwesten.

## Bevölkerungsentwicklung
| Jahr                      | 1962 | 1968 | 1975 | 1982 | 1990 | 1999 | 2006 | 2017 |
| Einwohner                 | 518  | 470  | 420  | 491  | 499  | 502  | 502  | 585  |
| Quelle: Cassini und INSEE |      |      |      |      |      |      |      |      |

## Sehenswürdigkeiten
- Kirche Saint-Martin

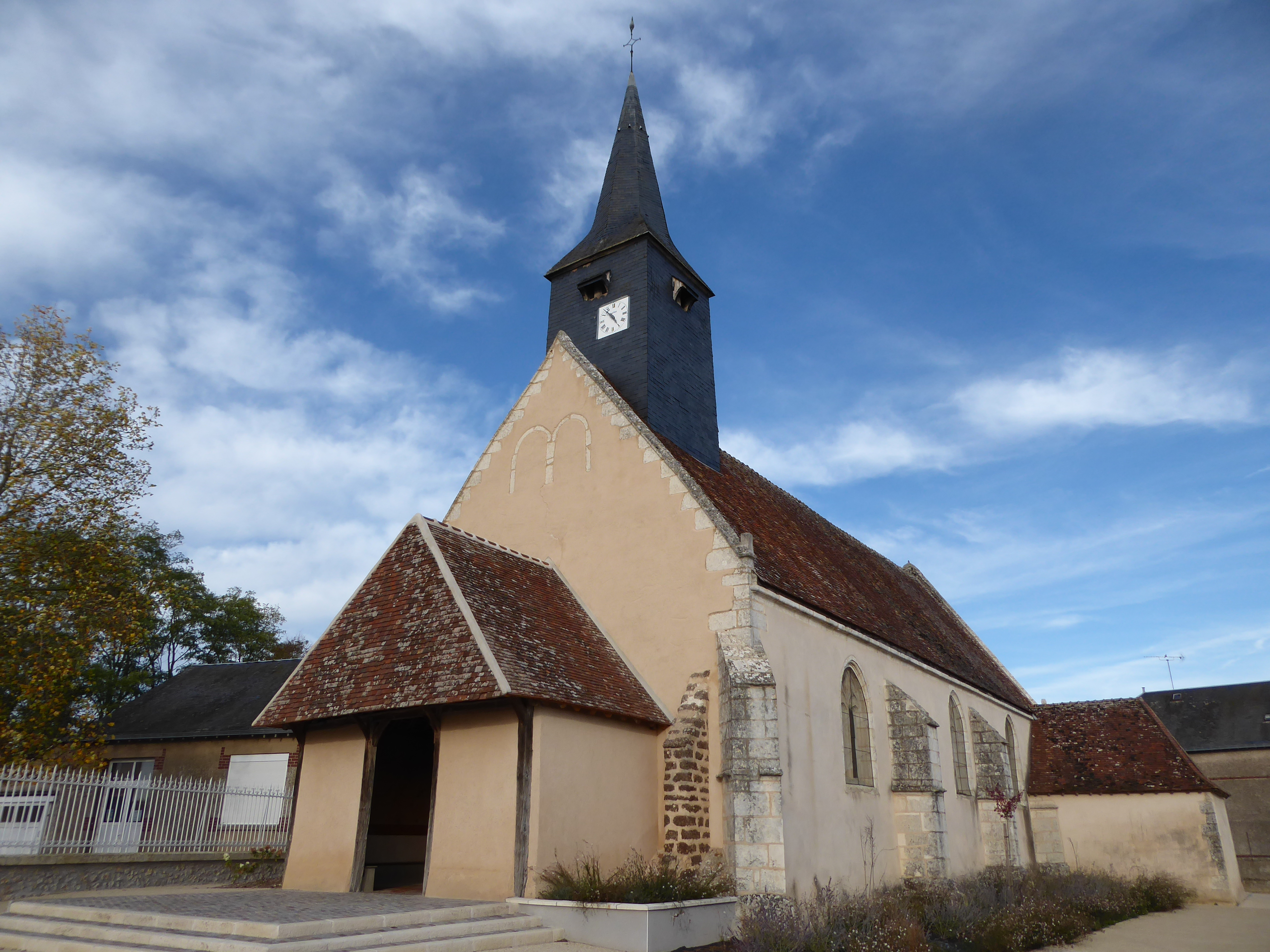
Kirche Saint-Martin

- Schloss Chantemesle, seit 1984 Monument historique